# Gräsmarken
Ej att förväxlas med Gräsmarks landskommun.

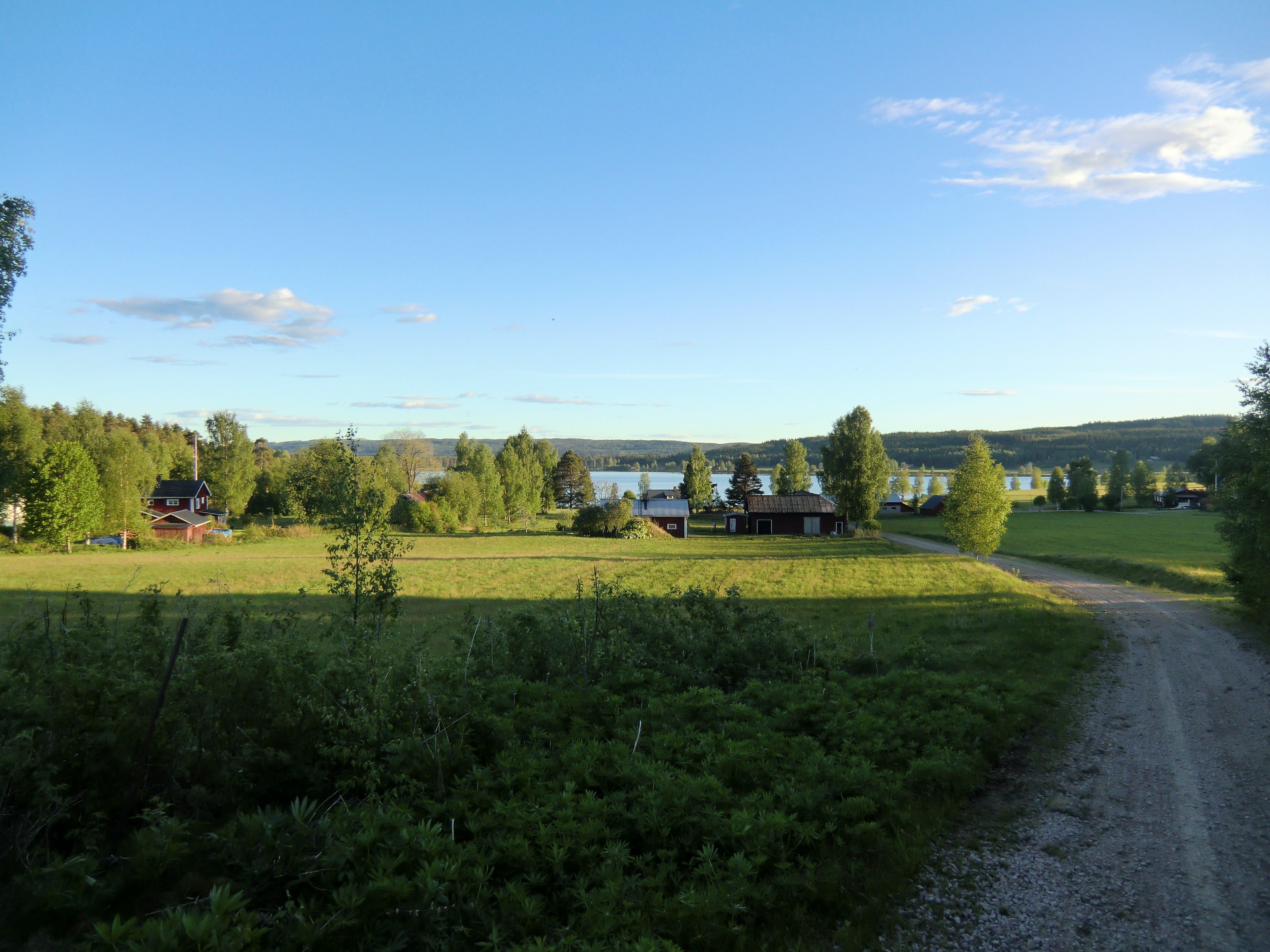
Vy över en del av Grinnemo med gården Där Väst mitt i bild.

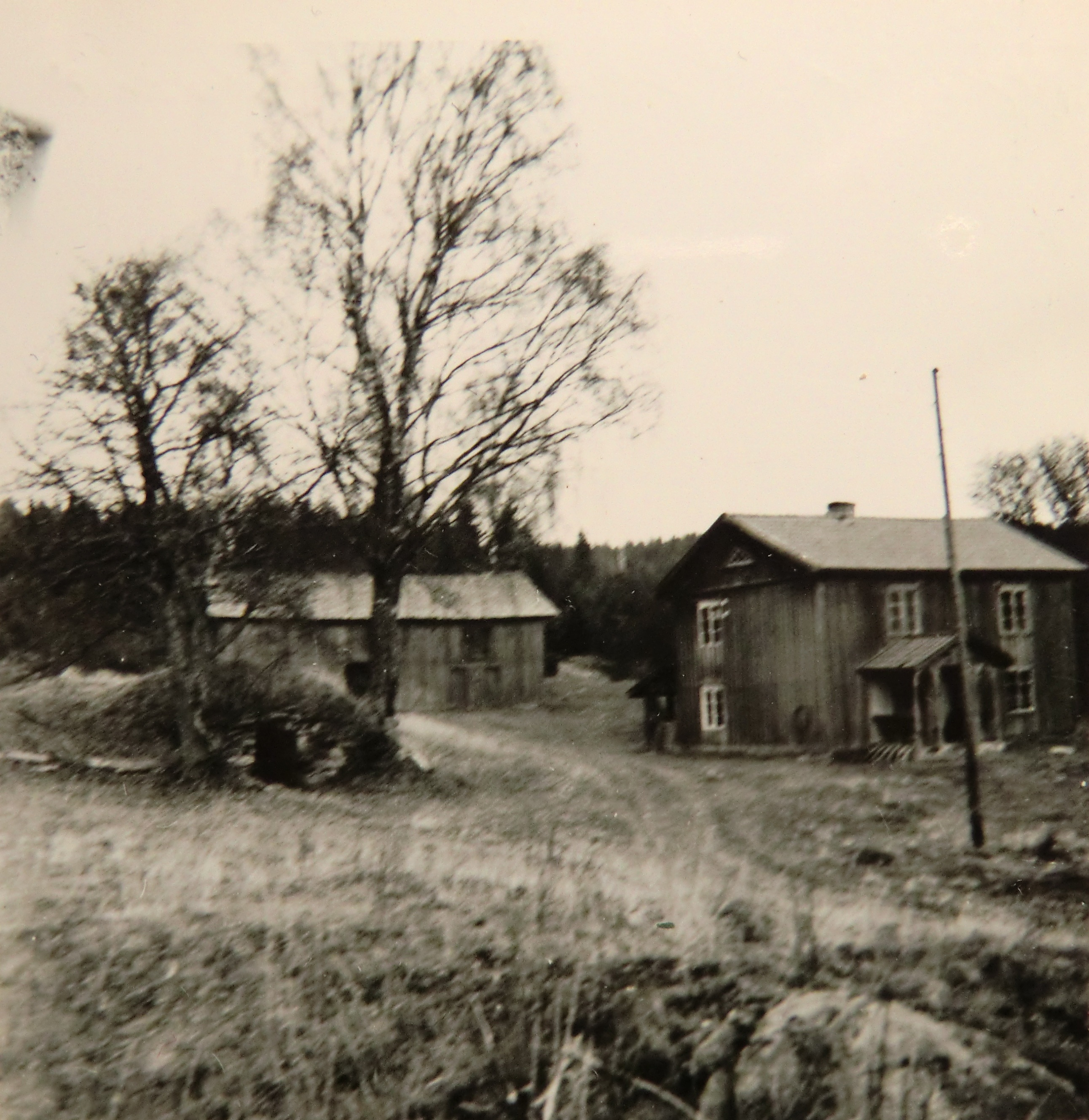
Gården Berg i Grinnemo. Huset revs och övervåningen utgör nu en del av restaurangen på Tossebergsklätten.

Gräsmarken är en by vid Grässjön i norra delen av Gräsmarks socken i Sunne kommun.
Gräsmarken som också benämns Gräsmarksgård blev upptaget i jordeboken som 1/2 skattehemman år 1564.
Grannbyn Grinnemo blev upptaget som 1/3 skattehemman år 1581.
Bägge hemmanen är ursprungligen utmarker (afgärdaby) till Tosseberg vid Fryken och löstes ut den 25 juli 1661 med 3 riksdaler per skatteöre.
Åren 1676-77 blev Gräsmarken plundrat och skövlat av norska trupper. Hemmanet blev därför befriat från 10 dalers skatt.
 År 1717 kom norska trupper igen och rövade bort alla Gräsmarkens kreatur. Den här gången följde bönderna efter i spåren från norrmännen som gick över gränsen i Bogens socken och sov där i en stuga. På natten tog bönderna alla gevären som stod utanför stugan och sina kreatur. Norrmännen vaknade nu och sköt en svensk dräng med det enda vapen de hade kvar, men bönderna fick sina djur tillbaka.
År 1718 var det Grinnemo som blev våldgästat av en trupp ur Fersens dragoner som var på väg mot norska gränsen. Soldaterna stannade över natten och tog mat åt sig själva och foder till hästarna utan att betala. Husbonden på gården Där Väst vägrade att ge soldaterna mat men då ställde de upp honom i eldstaden och staplade ved runt hans fötter. När de tände på brasan gav bonden med sig.